# Крылышко или ножка
«Крылышко или ножка» (фр. L'Aile ou la Cuisse) — французская кинокомедия с Луи де Фюнесом и Колюшем в главных ролях. Фильм представляет собой сатиру на индустриализацию ресторанного бизнеса.

## Сюжет
Ресторанный критик Шарль Дюшмен является бесспорным авторитетом в среде рестораторов и гурманов. Он не только регулярно выпускает путеводитель по ресторанам Франции, которым руководствуются любители хорошей кухни, но и присуждает категории ресторанам, от чего в результате зависит их прибыль. Своей главной задачей он считает сохранение лучших традиций французской кухни и борьбу с её главным врагом, фабрикантом Жаком Трикателем, владельцем сети дешёвых ресторанов, которые используют искусственные продукты питания, производимые на его фабрике. В планы Дюшмена входит тайное посещение ресторанов и фабрики Трикателя и сбор информации о технологии производства, чтобы затем разоблачить противника в телепередаче. К реализации плана он привлекает своего сына Жерара, которого видит своим преемником. Однако Жерар ведёт двойную жизнь и предпочитает выступления в цирке в качестве клоуна.
Жерар отправляется в путь вместе с отцом, а цирк следует за ними. По дороге Дюшмен заходит в ресторан, которому он когда-то снизил количество желанных рейтинговых «звёздочек». Его владелец по имени Витторио, увидев Дюшмена, решает отомстить ему за это и показать ему, что он хотя бы отчасти неправ («Раньше мы были рестораном, может быть не идеальным, но приличным. А из-за того, что вы сняли с нашего рейтинга две звёздочки, наши прибыли упали и теперь мы вынуждены вместо хороших продуктов закупать дешёвые на фабрике Трикателя»). Под дулом ружья Дюшмена заставляют есть некачественные блюда, в результате чего он оказывается на больничной койке. Придя в себя, он с ужасом замечает, что лишился способности различать вкус еды. Это может повлечь за собой фиаско во время запланированной телепередачи с участием Трикателя, на которой Дюшмен должен продемонстрировать свой феноменальный вкус. Единственным выходом из этой ситуации является замена Шарля его сыном, а также демонстрация искусственной еды с фабрики Трикателя. Дюшмен с сыном тайно проникают на фабрику, где они видят процесс производства «еды» из нефти, с приданием еде видимости натуральных продуктов питания. В цеху Дюшмен случайно роняет на конвейер свои часы.
Во время телепередачи Шарлю и Жерару удаётся разгромить противника. После этого Шарля принимают во Французскую академию как якобы «выдающегося литератора» за его «литературные» кулинарные обзоры, — неожиданная в контексте сюжета ядовитая насмешка над Французской академией и её «бессмертными», в число которых, по мнению многих (очевидно, разделяемому режиссёром), избирают малозначительных литераторов. Во время обеда во Французской академии Дюшмен обнаруживает в своей тарелке собственные часы, которые он уронил на заводе Трикателя.

## В ролях
- Луи де Фюнес — Шарль Дюшмен
- Колюш — Жерар Дюшмен
- Жюльен Гийомар — Жак Трикатель
- Клод Жансак — Маргарита (1), секретарша Шарля Дюшмена
- Анн Захариас — Маргарита (2), временно исполняющая обязанности секретарши
- Раймон Бюссьер — Анри, шофёр Дюшмена
- Даниэль Лангле — Ламбер
- Филипп Бувар — телеведущий (камео)
- Витторио Каприоли — Витторио
- Жерар Ланвен — циркач
- Мари-Анн Шазель — циркач
- Марсель Далио — портной
- Жан Мартен — врач

## Награды
- 1978 — премия «Золотой экран» (Германия)